# Ramona Rey 2
Ramona Rey 2 – drugi studyjny album polskiej wokalistki Ramony Rey. Premiera płyty planowana była na 27 listopada 2008, lecz została przesunięta na 30 stycznia 2009.
Album zawiera 14 utworów, do których muzykę skomponował Tel Arana, a teksty napisała Ramona Rey.
Płyta spotkała się ze świetnym przyjęciem zarówno fanów jak i krytyków.
Album został nominowany w plebiscycie Superjedynki 2009 w kategorii płyta roku.

## Lista utworów
Źródło.
1. "U.G." – 1:45
2. "Oj" – 3:25
3. "Ki Ka" – 3:37
4. "Skarb" – 2:57
5. "Latarka" – 0:34
6. "Czy już wiesz?" – 4:10
7. "R.G.H." – 1:10
8. "Znajdź i weź" – 3:46
9. "Lubię cię" – 3:13
10. "Wiem i mam" – 1:18
11. "Za długo" – 5:07
12. "Zaraz wracam" – 5:39
13. "Obietnica" – 3:36
14. "Układ gwiazd" – 5:18